# Johan Mannerstam
Johan Mannerstam, född 21 januari 1785, död 30 april 1825, var ett svenskt justitieråd och lagman.
Han blev lagman i Kalmar läns och Ölands lagsaga 1812 och var det till 1819.. 1819 utsågs han till justitieråd.